# ابوالعتاهیه
ابواسحاق اسماعیل بن قاسم بن سوید بن کیسان شناخته‌شده به ابوالعَتاهیه (زادهٔ ۱۳۰/۱۵۸ - مرگ ۲۱۱/۲۱۳ هجری قمری) برابر با ۷۴۸-۸۲۶ میلادی) شاعر عرب‌ روزگار عباسیان بود. پیشهٔ اصلی او کوزه‌گری بود و به پارسایی و دانایی در روزگار خود نامور بود. همچنین او را به زندیقی متهم می‌کردند. ابوالعتاهیه از پیروان شعوبیه بود.
ابوالعتاهیه از موالی شمرده می‌شد.

## کارنامه
زادگاه او به درستی آشکار نیست. می‌نماید که نیاکانش روزگاری در عین‌التمر می‌زیسته‌اند و تازش عرب‌های مسلمان به بردگی کشیده شده‌اند. ابوالعتاهیه هم‌روزگار با المهدی، هارون‌الرشید و مامون خلیفگان عباسی بود و از سوی آنان نواخته می‌شد. مستمری‌ای که در زمان هارون بدو پرداخت می‌شد برابر با ۵۰ هزار درهم بود.
شعرهای او شامل زهدیات می‌شود و درون‌مایه‌اش بیشتر دربارهٔ مرگ و بدبینی به زندگانی بود. از آنجایی که در این شعرها اشاره‌ای به بهشت و جهنم و جهان پس از مرگ نمی‌نمود به زندیق بودن متهم‌اش کرده بودند. وی از شاعران اثرگذار بر شعر عربی و در مدح و غزل استاد بود. همچنین شعرهایی در گردن‌فرازی به تبار ایرانیش و پرهیز از عربیت دارد. برای نمونه شعر زیر را برای ایرانی‌ای به نام والبه که می‌کوشید برای خود تباری عربی دست و پا کند سروده‌بود:
| اوالب انت فی العرب    |  | کمثل الشیص فی الرطب |
| هلمّ الی الموالی الصید |  | فی سعة و فی رحب     |
| فانت بنا لعمرالله     |  | اشبه منک بالعرب     |

که معنایش چنین است: 
ای والبه! تو در میان عرب مانند خرمای نارس در میانی رطب هستی، نزد موالی که بزرگوار و اصیلند بیا، تا در آسایش باشی. به خدا سوگند تو به ما شبیه‌تری تا به عرب
وی در زندگی شیوهٔ درویشی پیش‌گرفته و ژنده‌پوش بود. او همچنین شعرهایی در انتقاد از شیوهٔ فرمانروایی عباسیان داشت و دفاع از تنگ‌دستان که سرانجام سبب شد تا هارون وی را به زندان بیفکند. ولی پایداری او و شعرهایی که پس از آن بر دیوار زندان نوشت هارون‌اارشید را متاثر ساخت و فرمان آزادی و نواختن او را داد.
وی در بغداد مرد و همانجا به خاک سپرده‌شد.

## کنیه
کنیهٔ او ابولعتاهیه اشاره به واژهٔ تازی عتاهیه دارد که به معنای مردمان نادان یا کم‌خردی است که اگر چنین باشد می‌تواند لقبی باشد که دشمنانش بر وی گذارده‌اند و دلیلش هم رُک‌گویی و یک‌دندگی او بوده‌است. همچنین پاره‌ای آورده‌اند که عتاهیه لقب پسر او محمد بوده و وی را از برای لقب پسرش چنین کنیه‌ای بوده‌است.

## درگذشت
او در ۲۳ شهریور ۲۰۵ هجری خورشیدی درگذشت.